# Return to Innocence
«Return to Innocence» (en español: Regreso a la inocencia) es el primer sencillo publicado por Enigma de su segundo y exitoso álbum The Cross of Changes.
Llegó a ser uno de los sencillos de Enigma más populares a nivel mundial, subiendo al n.º 1 en Grecia, Noruega, Suecia, Irlanda y Japón; al n.º 2 en la lista musical Modern Rock Tracks y al n.º 4 en el Hot 100 en los Estados Unidos; al n.º 3 en el UK Singles Chart; al Top 5 en Austria, Alemania, Nueva Zelanda y Suiza; y al Top 10 en Italia, Francia y Países Bajos.

## Historia
En la canción, la voz principal fue proporcionada por Angel X (Andreas Harde), mientras que los cantos tribales taiwaneses fueron sampleados de la canción «Jubilant Drinking Song», sin permiso de los cantantes originales. Kuo Ying-nan (nombre chino de Difang Duana) y Kuo Hsiu-chu (nombre chino de Igay Duana), un matrimonio de intérpretes de música folclórica de su país, y miembros de la tribu taiwanesa de los amis, estuvieron en un programa de intercambio cultural en París, Francia, en 1988, cuando su interpretación de la canción fue grabada por la Maison des Cultures du Monde con el fin de editarla en un CD. Más tarde, el productor de Enigma, Michael Cretu, obtuvo el CD y procedió a samplearlo. Adicionalmente, sampleó la base rítmica de un tema de Led Zeppelin, «When the Levee Breaks», para su uso en «Return to Innocence». Sandra, esposa de Michael Cretu entonces, apareció brevemente recitando una estrofa en el medio de la canción.
En 1996, la canción se hizo aún más popular al ser usada como sintonía televisiva para promocionar las Olimpiadas de Verano de 1996, celebradas en Atlanta (Georgia), Estados Unidos.
En marzo de 1998, Kuo Ying-nan y Kuo Hsiu-chu demandaron a Cretu, Virgin Records, y a una serie de compañías discográficas por el uso del sampleado en la canción sin su autorización y sin ser acreditados. Se llegó a un acuerdo fuera de juicio por una cantidad de dinero sin especificar, y en todas las posteriores ediciones serían incluidos en los créditos de la canción. Cretu indicó después que siempre se le había hecho creer que la grabación era de dominio público, y que su intención no era violar los derechos de los Kuo. 
El vídeo musical, rodado por Julien Temple, muestra la vida de un hombre del campo en sentido inverso, empezando por su muerte (esta escena fue probablemente influenciada por la película soviética de 1930 Tierra, de Alexandr Dovzhenko) y terminando con su nacimiento, donde vuelve a la inocencia.

## Listado

### «Return to Innocence»
- CD maxi sencillo

1. Radio Edit — 4:11
2. Long & Alive Version — 7:07
3. 380 Midnight Mix  — 5:56
4. Short Radio Edit — 3:02

- CD sencillo

1. Radio Edit — 4:03
2. 380 Midnight Mix — 5:55

## Posicionamiento en las listas y certificaciones
| Lista (Dic. 1993-Mar. 1994) | Posición más alta | Certificación        | Lista(cont.) (Dic. 1993-Mar. 1994) | Posición más alta | Certificación          |
| --------------------------- | ----------------- | -------------------- | ---------------------------------- | ----------------- | ---------------------- |
| Alemania                    | 5                 | (BMieV: 1994)        | Irlanda                            | 1                 |                        |
| Australia                   | 16                |                      | Italia                             | 6                 |                        |
| Austria                     | 4                 |                      | Japón (Tokio)                      | 1                 |                        |
| Bélgica                     | 15                |                      | Noruega                            | 1                 |                        |
| Estados Unidos              | 4                 | (RIAA: mayo de 1994) | Nueva Zelanda                      | 5                 |                        |
| Estados Unidos              | 2                 | (RIAA: mayo de 1994) | Países Bajos                       | 8                 |                        |
| Estados Unidos              | 16                | (RIAA: mayo de 1994) | Polonia                            | 12                |                        |
| Estados Unidos              | 6                 | (RIAA: mayo de 1994) | Reino Unido                        | 3                 | (BPI: febrero de 1994) |
| Europa                      | 2                 |                      | Suecia                             | 1                 |                        |
| Francia                     | 5                 |                      | Suiza                              | 5                 |                        |